# Teesside
Teesside är det namn som vanligen används om det sammanhängande stadsområde i nordöstra England som utgörs av Middlesbrough, Stockton-on-Tees och omgivande orter. Teesside var även namnet på ett county borough mellan 1968 och 1974. Teesside var en civil parish från 1968 till 1974. Distriktet hade 396 233 invånare år 1971. Ibland används även namnet Teesside om hela det före detta grevskapet Cleveland, även om det mest använda namnet för detta område är Tees Valley numera. Teesside ligger i det nedre loppet av floden Tees. Vid flodmynningen ligger Teesport som är en av de största hamnarna i Storbritannien. Det mesta av Teesside ligger idag (åter) inom det ceremoniella grevskapet North Yorkshire. Stockton-on-Tees ligger dock delvis i det ceremoniella grevskapet Durham.

## Teesside Urban Area
Det statistiska området Teesside Urban Area (en definition som motsvarar Sveriges tätorter) hade 365 323 invånare vid folkräkningen 2001, och består av orterna Billingham, Eston and South Bank, Ingleby, Middlesbrough, Redcar, Stockton-on-Tees och Thornaby. Ytan uppgick till 113,99 kvadratkilometer.
Området är på vägskyltar i regel skyltat Teesside, medan de ingående orterna skyltas lokalt.